# گرانت کنی
گرانت کنی (انگلیسی: Grant Kenny؛ زادهٔ ۱۴ ژوئن ۱۹۶۳) قایقران کانو اهل استرالیا است.
وی در مسابقات کشوری و بین‌المللی در مجموع برندهٔ ۱ مدال برنز شده‌است.